# 江西省奥体中心体育场
江西省奥林匹克中心体育场是江西省南昌市人民政府为承办2011年第七届全国城市运动会而兴建的多功能体育场，坐落于中华人民共和国江西省南昌市青山湖区紫阳大道与天祥大道的交汇处，与江西师范大学隔路相望，是七城会的主场馆之一，目前主要用于足球比赛。现是中甲球队江西联盛的主场。它能容纳5万名观众。

## 大型赛事
从2012年开始，江西联盛正式入驻江西奥体中心，开始备战新赛季的中乙联赛。
2014年11月14日，中国队坐镇主场江西奥体中心迎战新西兰队。最终凭借郑智和克里斯·伍德的进球双方战成1：1。

## 交通

### 近期交通
208，220 308（夜间）

### 远期交通
南昌地铁1号线